# Distretto di Ampanihy
Il distretto di Ampanihy Ovest è un distretto del Madagascar situato nella regione di Atsimo-Andrefana. Ha per capoluogo la città di Ampanihy.
La popolazione del distretto è di 293 898 abitanti (censimento 2011).